# أسماء بنت يزيد
أسماء بنت يزيد هي أسماء بنت يزيد بن السكن بن رافع بن امرئ القيس بن عبد الأشهل الأنصارية الأوسية الأشهلية وهي صحابية جليلة وتكون ابنة عمة معاذ بن جبل.وهي أم عامر وأم سلمة الأنصارية الأشهلية.
أسلمت في العام الأول للهجرة، اشتهرت بمتابعتها أمور دينها والتعرف على دقائق أموره، حيث كانت تسأل النبي عن أحكام دينها، وكثيرا ما كانت أخواتها النساء يستعن بها للاستفسار من النبي عن دقائق أمورهن الخاصة فتستجيب لذلك وتذهب إليه فتسأله وكذلك عرفت بأنها خطيبة النساء لأنها كانت تدافع عنهن وتسأل عن حقوقهن.
حضرت مع النبي غزوة خيبر، وفي السنة الثالثة عشرة للهجرة شاركت في حرب المسلمين على الروم في الشام في معركة اليرموك فكانت أسماء يومئذ زعيمة للنساء اللاتي شاركن في تلك الحرب حيث يذكر المؤرخين بأنها قتلت تسعة من الروم بعمود خيمتها في هذه الموقعة.
قيل: أنها حضرت بيعة الرضوان، وبايعت يومئذ.سكنت دمشق. وعاشت إلى دولة يزيد بن معاوية.
وكان يسميها الخطيب البغدادي بخطيبة النساء وتبعه في ذلك ابن حجر العسقلاني لانها كانت تبادر وتسال النبي صلى الله عليه وسلم في أكثر من موضع ومن أهم تلك المواضع ما جاء في قصة العيد عندما قال النبي للنساء أنتن أكثر حطب جهنم فقالت امراة كما في رواية مسلم من سطة النساء سفعاء الخدين لم يارسول الله؟ قال لانكن تكفرن العشير وتكثرن الشكاة الخ.وقال ابن حجر في بعض المواضع في الفتح انها أسماء بنت يزيد اعتمد في ذلك على بعض الروايات لها، وجاء في أحد الروايات عنها انها التي جاءت تسأل النبي عن غسل الحيض كما هي رواية عند الخطيب وعند مسلم. وقال ابن حجر في الفتح ربما هي أيضاً المراة التي جاءت تطلب ان يخصص النبي للنساء لتعليمهن كما في الصحيحين ولم يذكر اسمها قال ابن حجر في الفتح لم اقف على اسمها لكن يحتمل انها أسماء بنت يزيد، وهي وافدة النساء كما في رواية البيهقي في الشعب لكن بسند ضعيف.

## من مواقف أسماء بنت يزيد مع الرسول
أتت أسماء النبي وهو بين أصحابه فقالت: بأبي وأمي أنت يا رسول الله، أنا وافدة النساء إليك، إن الله بعثك إلى الرجال والنساء كافة فآمنا بك. وإنا معشر النساء محصورات مقصورات قواعد بيوتكم ومقضى شهواتكم وحاملات أولادكم، وإنكم معشر الرجال فضلتم علينا بالجمع والجماعات وعيادة المرضى وشهود الجنائز والحج بعد الحج، وأفضل من ذلك الجهاد في سبيل الله، وإن الرجل إذا خرج حاجًّا أو معتمرًا أو مجاهدًا حفظنا لكم أموالكم وغزلنا أثوابكم وربينا لكم أولادكم. أفما نشارككم في هذا الأجر والخير..
فالتفت النبي إلى أصحابه بوجهه كله ثم قال: «هل سمعتم مقالة امرأة قط أحسن من مساءلتها في أمر دينها من هذه؟» فقالوا: يا رسول الله، ما ظننا أن امرأة تهتدي إلى مثل هذا. فالتفت النبي إليها فقال: «افهمي أيتها المرأة وأعلمي من خلفك من النساء أن حسن تبعل المرأة لزوجها وطلبها مرضاته واتباعها موافقته يعدل ذلك كله». فانصرفت المرأة وهي تهلل.

## بعض ما روت أسماء بنت يزيد عن رسول الله
قالت أسماء بنت يزيد: مر بنا رسول الله ونحن في نسوة فسلم علينا وقال: «إياكن وكفر المنعمين», فقلنا: يا رسول الله، وما كفر المنعمين؟ قال: «لعل إحداكن أن تطول أيمتها بين أبويها وتعنس، فيرزقها الله زوجًا ويرزقها منه مالاً وولدًا فتغضب الغضبة، فراحت تقول: ما رأيت منه يومًا خيرًا قط، وقال مرة: خيرًا قط».
وروي الإمام أحمد عدة أحاديث لها منها: عن أسماء بنت يزيد عن النبي قال: «العقيقة عن الغلام شاتان مكافأتان، وعن الجارية شاة».
وعن أسماء بنت يزيد قالت: قال رسول الله: «إني لست أصافح النساء».
وعن أسماء بنت يزيد أن النبي قال: «ألا أخبركم بخياركم؟»، قالوا: بلى يا رسول الله، قال: «الذين إذا رءوا ذكر الله تعالى»، ثم قال: «ألا أخبركم بشراركم؟ المشاءون بالنميمة، المفسدون بين الأحبة، الباغون للبرآء العنت».
وعن أسماء بنت يزيد أن رسول الله قال: «من بنى لله مسجدًا فإن الله يبني له بيتًا أوسع منه في الجنة».
وعن أسماء بنت يزيد بن السكن الأنصارية رضي الله عنها قال: لما مات سعد بن معاذ صاحت أمه، فقال لها رسول الله: «ألا يرقأ دمعك ويذهب حزنك، فإن ابنك أول من ضحك الله إليه واهتز له العرش».
وعن أسماء بنت يزيد قالت: دعي رسول الله إلى جنازة رجل من الأنصار، فلما وضع السرير تقدم نبي الله ليصلي عليه ثم التفت فقال: «على صاحبكم دين؟»، قالوا: نعم يا رسول الله، ديناران. قال: «صلوا على صاحبكم». فقال أبو قتادة: أنا بدينه يا نبي الله، فصلى عليه.
وعن أسماء بنت يزيد عن النبي قال: «العقيقة حق على الغلام شاتان مكافأتان، وعن الجارية شاة».
وعن أسماء بنت يزيد أنها كانت عند رسول الله والرجال والنساء قعود عنده فقال: «لعل رجلاً يقول ما يفعل بأهله، ولعل امرأة تخبر بما فعلت مع زوجها»، فأزم القوم فقلت: أي والله يا رسول الله، إنهم ليفعلون وإنهن ليفعلن. قال: «فلا تفعلوا، فإنما مثل ذلك مثل شيطان لقي شيطانة فغشيها والناس ينظرون».

## وفاة أسماء بنت يزيد
توفيت أسماء في حدود السبعين هجرية. وقبرها في دمشق بالباب الصغير.